# Ringling Bros. e Barnum & Bailey Circus
Ringling Bros. and Barnum & Bailey Circus, também conhecido como Ringling Bros. Circus, Ringling Bros. ou simplesmente Ringling, era uma companhia de circo itinerante americana anunciada como O Maior Espetáculo da Terra. Ele e seus antecessores foram exibidos de 1871 a 2017. Conhecido como Ringling Bros. e Barnum & Bailey Combined Shows, o circo começou em 1919, quando o maior espetáculo de Barnum & Bailey na Terra, um circo criado por P. T. Barnum e James Anthony Bailey, foi fundido com as grandes mostras do mundo de Ringling Brothers Circus quando a Barnum & Bailey Ltd. foi adquirida após a morte de Bailey em 1906, mas os administradores tinham os circos separadamente até resolverem fundi-los em 1919.
Em 1967, Irvin Feld e seu irmão Israel, junto com o Juiz de Houston, Roy Hofheinz, compraram o circo da família Ringling. Em 1971, os Felds e Hofheinz venderam o circo à Mattel, comprando-o de volta da empresa de brinquedos em 1982. Desde a morte de Irvin Feld em 1984, o circo fazia parte da Feld Entertainment , uma empresa de entretenimento internacional liderada por Kenneth Feld. , com sede em Ellenton, Flórida .
Com o enfraquecimento da assistência, muitos protestos pelos direitos dos animais e altos custos operacionais, o circo realizou seu show final em 21 de maio de 2017 no Nassau Veterans Memorial Coliseum e fechou após 146 anos.
Em 17 de agosto de 2011, a 20th Century Fox anunciou que um filme de drama musical biográfico seria intitulado The Greatest Showman.